# Copenhagen (opera teatrale)
Copenhagen è un'opera teatrale di Michael Frayn, che ha debuttato al Royal National Theatre di Londra nel 1998 ed è rimasta in scena per più di mille repliche.

## Trama
Il dramma racconta dell'incontro, avvenuto appunto a Copenaghen nel 1941, tra i fisici Niels Bohr e Werner Heisenberg e il loro dibattito circa l'utilizzo dell'energia nucleare a fini bellici e l'etica sottesa a questa scelta.

## Rappresentazioni
In Italia ha debuttato il 9 novembre 1999 al Teatro San Giorgio di Udine, regia di Mauro Avogadro, con Umberto Orsini, Massimo Popolizio e Giuliana Lojodice. 
Messa in scena al Royale Theatre di New York l'11 aprile 2000, Copenhagen ha vinto il Tony Award al miglior spettacolo ed è rimasto in cartellone per 336 repliche.
Dal 2022 la Compagnia teatrale Note di Teatro, di Gualdo Tadino con la regia di Stefano Galiotto, con Stelio Alvino, Stefano Galiotto e Monica Pica, rappresenta il dramma portandolo a Perugia, Spoleto, Terni, Pesaro, Civitanova Marche e in altri teatri del centro Italia per un totale di 15 repliche e vincendo il 1º premio come migliori attori protagonisti nella rassegna teatrale nazionale "Caro Teatro" di Civitanova Marche (2023) e 1º premio miglior attore protagonista alla 5ª edizione del concorso Festival del Teatro artigianale di Città della Pieve (2024).